# Chucky Atkins
Kenneth Lavon "Chucky" Atkins (ur. 14 sierpnia 1974 w Orlando) – amerykański koszykarz, występujący na pozycji rozgrywającego.

## Osiągnięcia
NCAA
- Zaliczony do II składu C-USA (1996)[1]
- Wybrany do USF Hall of Fame (2012)[2]

Pro
- 2-krotny mistrz Chorwacji (1998, 1999)
- Zdobywca Pucharu Chorwacji (1999)
- MVP Pucharu Chorwacji (1999)
- Zaliczony do II składu debiutantów NBA (2000)[3]
- Uczestnik rozgrywek Euroligi (1998/99)[4]

Reprezentacja
- Mistrz uniwersjady (1995)[5]